# Hexadactylie

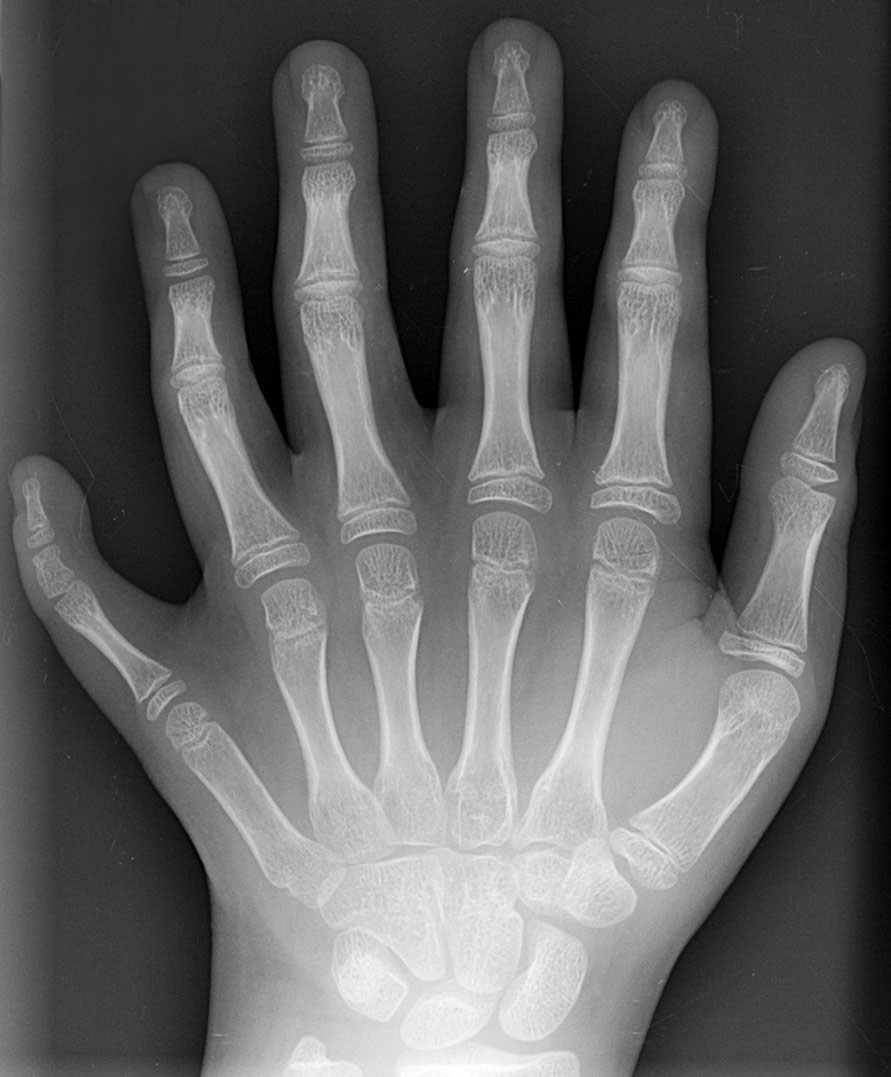
Hexadactyle hand

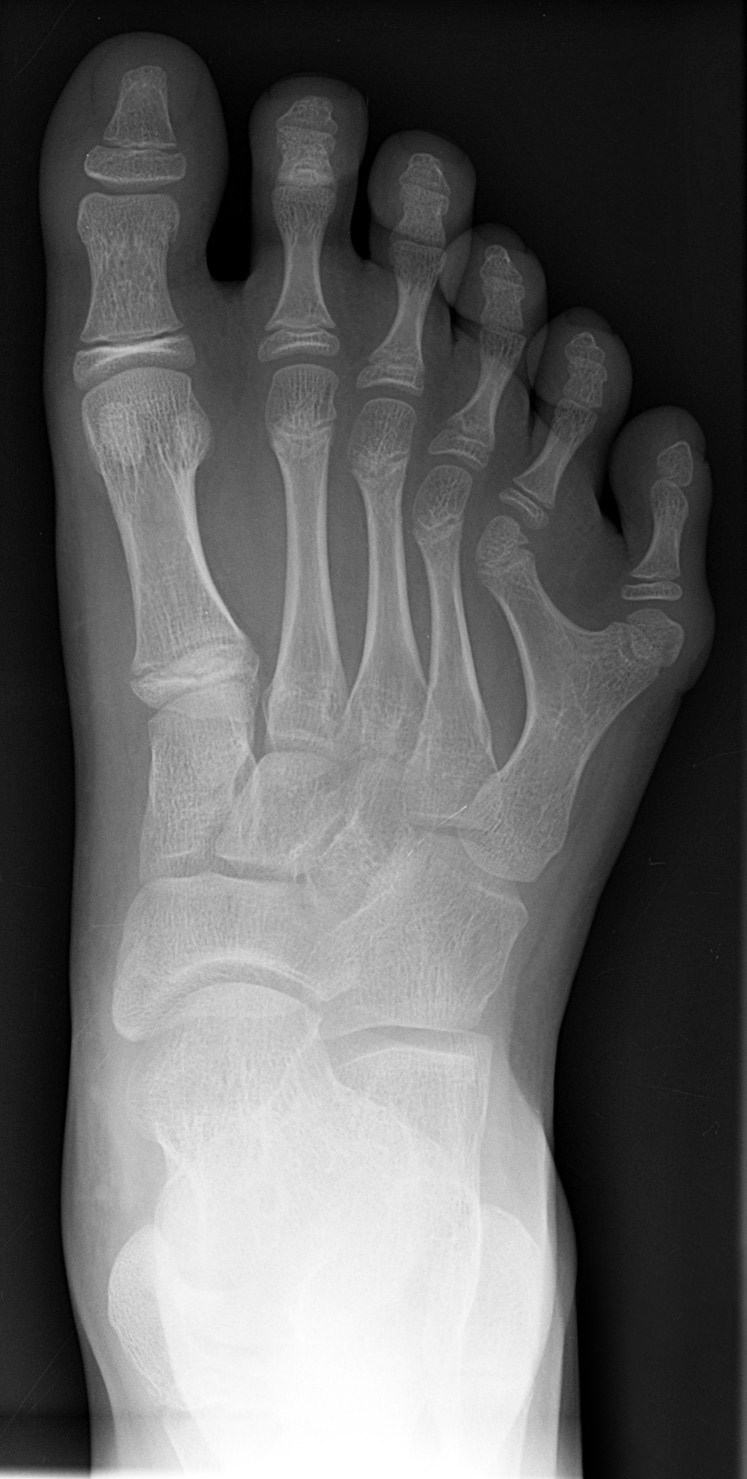
Hexadactyle voet

Hexadactylie of hexadactylisme (Oudgrieks: hex (ἕξ) = "zes" en daktulos (δάκτυλος) = "vinger") is de benaming voor het voorkomen van zes vingers aan een hand of van zes tenen aan een voet. Het is de meest voorkomende vorm van polydactylie.
Hexadactylie vormt vaak een van de symptomen die zichtbaar zijn bij het syndroom van Patau (trisomie 13), het syndroom van Laurence-Moon-Bardet-Biedl, het syndroom van Smith-Lemli-Opitz, het basaalcelnaevussyndroom, het syndroom van Ellis-van Creveld, het C-syndroom (Bohring-Opitz) en de dysostosis acrofacialis.
Hexadactylie als afwijking komt zowel bij mensen als andere gewervelde dieren voor. Een bijzondere positie neemt de mol in. Dit is de enige bekende gewervelde diersoort die standaard zes vingers heeft. Bij deze diersoort blijkt echter onder invloed van veel testosteron in de baarmoeder niet een extra vinger, maar juist een extra knobbeltje tot duim uit te groeien.